# Bogusław Longchamps de Bérier
Bogusław Longchamps de Bérier (30. března 1808 Lvov – 21. ledna 1888 Lvov) byl rakouský lékař a politik polské národnosti z Haliče, během revolučního roku 1848 poslanec Říšského sněmu.

## Biografie
Narodil se ve Lvově. Zde studoval a pak nastoupil na Karlo-Ferdinandovu univerzitu v Praze. Zde ho zastihnulo vypuknutí polského listopadového povstání roku 1830, do kterého se zapojil. V závěru svého života zastával funkci předsedy spolku veteránů povstání z let 1830–1831 ve Lvově. Po skončení povstání přešel na Vídeňskou univerzitu, kde získal doktorát. Potom působil jako lékař v Lesku, roku 1852 přenesl svou praxi do Lvova, kde pak vykonával svou profesi až do smrti. Měl titul emeritního městského lékaře. Roku 1849 se uvádí jako Boguslaw Longhams, doktor medicíny v Lesku.
Během revolučního roku 1848 se zapojil do veřejného dění. Ve volbách roku 1848 byl zvolen i na ústavodárný Říšský sněm. Zastupoval volební obvod Lesko. Tehdy se uváděl coby doktor medicíny. Náležel ke sněmovní levici.
Zemřel po krátké nemoci v lednu 1888.